# Inès Granvorka
Inès Granvorka (ur. 13 sierpnia 1991) – szwajcarska siatkarka, grająca na pozycji przyjmującej.
Jej bratem jest francuski siatkarz Frantz Granvorka. Również jej ojciec Séverin był siatkarzem.

## Sukcesy klubowe
Superpuchar Szwajcarii:
- 2010, 2011, 2012, 2013, 2014, 2015

Puchar Szwajcarii:
- 2011, 2012, 2013, 2014, 2015, 2016

Mistrzostwo Szwajcarii:
- 2011, 2012, 2013, 2014, 2015, 2016
- 2018, 2019

Klubowe Mistrzostwa Świata:
- 2015